# Eberndorf
Eberndorf (Sloveens Dobrla vas) is een gemeente in de Oostenrijkse deelstaat Karinthië, en maakt deel uit van het district Völkermarkt.
Eberndorf telt 6069 inwoners, waarvan 8,6 % de Sloveense taal spreekt.

## Geografie

### Ligging
De gemeente ligt in het Jauntal, in het zich ten zuiden van de Drau uitstrekkende Jaunfeld.

### Plaatsen in de gemeente
| - Buchbrunn - Bukovje - Buchhalm - Duell - Eberndorf - Dobrla vas - Edling - Kazaze - Gablern - Lovanke - Gösselsdorf - Goselna vas - Graben - Hart | - Hof - Dvor - Homitzberg - Humtschach - Köcking - Kohldorf - Kühnsdorf - Loibegg - Mittlern | - Mökriach - Mokrije - Oberburg - Pribelsdorf - Pudab - Sankt Marxen - Seebach - Unterbergen - Wasserhofen |

## Geschiedenis
Van historische betekenis voor de huidige gemeente en de regio is het Stift Eberndorf. Het klooster en de kerk werden gesticht door de kinderloze Friulische graaf Kazelin († voor 1106). Hij liet zijn bezitting na aan de kerk, maar bepaalde via zijn testament dat over zijn graf een nieuwe kerk en een klooster gebouwd moesten worden. In de eerste helft van de 12e eeuw werden kerk en klooster voltooid en betrokken door Augustijner kanunniken.
Het voor een groot deel van het Jauntal belangrijke klooster werd ten tijde van de Contrareformatie in 1604 opgeheven en vervangen door een Jezuïetenresidentie, die tot de opheffing van de Jezuïetenorde in 1773 bestond. In 1809 kwam het klooster met de daarbijhorende gronden in het bezit van de huidige eigenaren, het Benedictijner Stift St. Paul in het Lavanttal. De laatgotische kerk en het barokke klooster bepalen ook nu nog het dorpsbeeld.
Bleiburg ·
Diex ·
Eberndorf ·
Eisenkappel-Vellach ·
Feistritz ob Bleiburg ·
Gallizien ·
Globasnitz ·
Griffen ·
Neuhaus ·
Ruden ·
Sankt Kanzian am Klopeiner See ·
Sittersdorf ·
Völkermarkt
- Gemeinsame Normdatei: 4335957-7
- Library of Congress Control Number: n99031143
- Nationale Bibliotheek van Tsjechië: ge757592
- Nationale Bibliotheek van Israël: 987007491864805171
- Virtual International Authority File: 150280879